# Shootenanny!
Shootenanny! è un album degli Eels, uscito nel 2003.
Shootenanny è un neologismo creato dalla fusione tra il verbo to shoot (sparare) e il termine hootenanny (in questo senso utilizzato come "festa in cui si balla e si canta"), e vuole indicare un raduno di persone i cui partecipanti, oltre che a danzare e a cantare musica folk, si divertono anche utilizzando armi da fuoco.

## Tracce
Tutte le tracce sono di Mark Everett, eccetto laddove specificato.
1. All in a Day's Work (Mark Everett/Kelly Logsdon) – 3:24
2. Saturday Morning (Mark Everett/Kelly Logsdon) – 2:55
3. The Good Old Days  – 3:03
4. Love of the Loveless  – 3:32
5. Dirty Girl  – 2:41
6. Agony  – 3:07
7. Rock Hard Times (Mark Everett/Joe Gore) – 4:00
8. Restraining Order Blues  – 3:11
9. Lone Wolf  – 2:37
10. Wrong About Bobby  – 2:46
11. Numbered Days (Mark Everett/Joe Gore) – 3:44
12. Fashion Awards  – 3:07
13. Somebody Loves You  – 3:02